# AZ Большого Пса
AZ Большого Пса (лат. AZ Canis Majoris) — двойная затменная переменная звезда типа Алголя (EA) в созвездии Большого Пса на расстоянии (вычисленном из значения параллакса) приблизительно 343323 световых лет (около 105263 парсеков) от Солнца. Видимая звёздная величина звезды — от более +16m до +15,2m. Орбитальный период — около 4,7816 суток.